# Elena Korobkina
Elena Korobkina (née le 25 novembre 1990) est une athlète russe, spécialiste des courses de demi-fond.

## Biographie
Elle remporte l'épreuve du 3 000 mètres lors des championnats d'Europe juniors de 2009, à Novi Sad, en Serbie.
En 2013, sur 3 000 m, elle termine au pied du podium des championnats d'Europe en salle de Göteborg, et s'impose par ailleurs lors des championnats d'Europe par équipes de Gateshead. Elle se classe deuxième du 1 500 mètres lors des Universiades d'été 2013 à Kazan.
Aux championnats du monde de Moscou elle bat son record personnel en demi-finale et termine à la douzième place de la finale.
En 2021 elle établit un record de Russie au semi-marathon à l'occasion des championnats nationaux à Iaroslavl

### Palmarès
| Date | Compétition                       | Lieu      | Résultat | Marque  |
| ---- | --------------------------------- | --------- | -------- | ------- |
| 2009 | Championnats d'Europe juniors     | Novi Sad  | 1re      | 3 000 m |
| 2011 | Championnats d'Europe espoirs     | Ostrava   | 10e      | 5 000 m |
| 2013 | Championnats d'Europe en salle    | Göteborg  | 4e       | 3 000 m |
| 2013 | Championnats d'Europe par équipes | Gateshead | 1re      | 3 000 m |
| 2013 | Universiade                       | Kazan     | 2e       | 1 500 m |
| 2013 | Championnats du monde             | Moscou    | 11e      | 1 500 m |
| 2014 | Championnats d'Europe par équipes | Brunswick | 2e       | 3 000 m |
| 2014 | Championnats d'Europe             | Zurich    | 4e       | 5 000 m |
| 2014 | DécaNation                        | Angers    | 1re      | 1 500 m |
| 2015 | Championnats d'Europe en salle    | Prague    | 1re      | 3 000 m |

### Records
| Épreuve         | Performance     | Lieu        | Date             |
| --------------- | --------------- | ----------- | ---------------- |
| 1 500 m         | 4 min 04 s 54   | Tcheboksary | 26 juin 2021     |
| 3 000 m         | 8 min 51 s 00   | Brunswick   | 21 juin 2014     |
| 3 000 m (salle) | 8 min 46 s 03   | Moscou      | 15 février 2021  |
| Semi-marathon   | 1 h 08 min 07 s | Iaroslavl   | 5 septembre 2021 |